# Thomas Solivérès

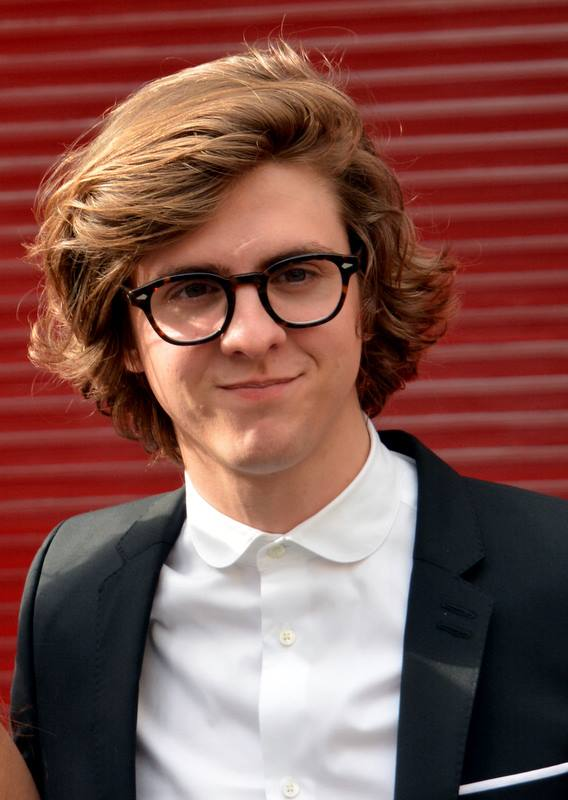
Thomas Solivérès (2014)

Thomas Solivérès (* 11. Juli 1990 in Frankreich) ist ein französischer Schauspieler.

## Leben
Thomas Solivérès wuchs in der Region Paris auf und war schon sehr früh beim Theater. Seit 2009 ist er stets im TV und im Kino zu sehen. Er wurde 2011 vor allem durch eine Rolle im Kurzfilm 30 Kilos, der im Rahmen des 48 Hour Film Project entstand, und als Bastien im Film Ziemlich beste Freunde bekannt. Im Jahr 2016 nahm Solivéres an der Radiosendung Les grosses têtes teil und war 2018 in der Hauptrolle des Edmond Rostand im Film Vorhang auf für Cyrano im Kino zu sehen. Solivéres war zudem in verschiedenen Fernsehserien zu sehen und übernahm Rollen in Werbespots, unter anderem in einem Spot für Fanta im Jahr 2010.
Solivérès ist mit der Schauspielerin Nassima Benchicou verheiratet.

## Filmographie (Auswahl)
- 2011: Ziemlich beste Freunde (Intouchables) – Regie: Olivier Nakache und Éric Toledano
- 2011: 30 Kilos (Kurzfilm)
- 2012: L’oncle Charles – Regie: Étienne Chatiliez
- 2013: Große Jungs – Forever Young (Les gamins) – Regie: Anthony Marciano
- 2014: À toute épreuve – Regie: Antoine Blossier
- 2014: Respire – Regie: Mélanie Laurent
- 2014: Les gorilles – Regie: Tristan Aurouet
- 2015: Zug um Zug (Le tournoi) – Regie: Élodie Namer
- 2015: Familie auf Rezept (Ange et Gabrielle) – Regie: Anne Giafferi
- 2015: Frühstück bei Monsieur Henri (L’étudiante et Monsieur Henri) – Regie: Ivan Calbérac
- 2017: Mon poussin – Regie: Frédéric Forestier
- 2017: Sales gosses – Regie: Frédéric Quiring
- 2018: Die Abenteuer von Spirou und Fantasio (Les Aventures de Spirou et Fantasio) – Regie: Alexandre Coffre
- 2018: Vorhang auf für Cyrano (Edmond) – Regie: Alexis Michalik
- 2023: The Deep Dark (Gueules noires)

## Theater
- 2010: Ados
- 2011–2012: Harold et Maude; Rolle: Harold
- 2013: Antigone
- 2013: Le bossu de Notre Dame
- 2015: La discrète amoureuse
- 2016: Venise n’est pas en Italie von Ivan Calbérac; Regisseur; Théâtre des Béliers Parisiens